# Ottawa megye (Michigan)
Ottawa megye az Amerikai Egyesült Államokban, azon belül Michigan államban található. Megyeszékhelye Grand Haven, legnagyobb városa Holland. Lakosainak száma 296 200 fő (2020. április 1.). Ottawa megye Muskegon, Allegan, Kent, Racine és Milwaukee megyékkel határos.

## Népesség
A megye népességének változása:
| Lakosok száma | 264 055 | 266 122 | 269 329 | 272 701 | 279 955 | 296 200 |
|               | 2010    | 2011    | 2012    | 2013    | 2015    | 2020    |